# Shinobu Hashimoto
Shinobu Hashimoto (en japonés: 橋本 忍, Tsuri, 18 de abril de 1918-Tokio, 19 de julio de 2018) fue un guionista, director y productor japonés, que colaboró de forma frecuente con el cineasta Akira Kurosawa.

## Trayectoria
Cuando estaba a punto de comenzar la Segunda Guerra Mundial, Hashimoto se alistó en el ejército japonés pero contrajo tuberculosis y tuvo que pasar cuatro años en un hospital militar. Durante este tiempo, y después de leer un guion que regalaban en una revista de cine, empezó a escribir y contactó con el guionista Mansaku Itami, mandándole su primer trabajo. Itami quedó impresionado y se convirtió en su mentor hasta que falleció en 1946.
Siguió escribiendo y adaptó a guion un cuento del escritor Ryūnosuke Akutagawa llamado Rashomon y que contaba un crimen desde los diferentes puntos de vista de los involucrados. Se lo mandó a Kurosawa que decidió dirigir la película, por la que ganó el León de Oro en el Festival Internacional de Cine de Venecia de 1951.
A partir de ese momento, la colaboración entre los dos fue extensa, con obras como Vivir, La fortaleza escondida, Trono de sangre o Los siete samuráis. También trabajó con otros realizadores, como Yoshitaro Nomura, en El castillo de arena, y dirigió tres largometrajes.
En 2008, el guion de Hashimoto para I Want to Be a Shellfish (Watashi wa Kai ni Naritai), un drama sobre los juicios de crímenes de guerra de la posguerra de la Segunda Guerra Mundial, basado en la novela de Tetsutaro Kato de 1959 y convertida en película ese mismo año, se convirtió en un remake dirigido por Katsuo Fukuzawa y protagonizando Yukie Nakama y Masahiro Nakai.
Cumplió 100 años en abril de 2018 y murió en Tokio el 19 de julio de 2018 de neumonía.

## Premios y reconocimientos[6]
Ganó diversos premios por su trabajo, sobre todo en la década de los 50 y década de los 60. Entre otros:
- Blue Ribbon Award de cine premios específicos a películas otorgados únicamente por críticos de cine y escritores en Tokio, Japón. (The Association of Tokyo Film Journalists, 1951, 1957, 1958, 1963 y 1967).
- Kinema Junpo Award (1959, 1961, 1967, 1968, 1975).
- Mainichi Film Concours (1953, 1957, 1959, 1961, 1967, 1975).